# 意大利空军飞行试验部
意大利空军飞行试验部(義大利語：Reparto Sperimentale di Volo)是意大利空军下属的一个部门，1999年编入位于罗马广域市隶属意大利空军后勤司令部（Comando Logistico dell'Aeuronautica Militare）的沿海飞行训练试验中心(Centro Sperimentale di Volo di Pratica di Mare)。负责准备与进行现役以及试验型号的试飞与地面测试。编有试飞员，试飞工程师，飞行工程师和技术人员，以及试飞维护人员。相关人员在美国，英国，法国的试飞员学校受训。该部同时也为意大利空军、组织、其他空军或武装力量的试飞及验收试飞项目培训试飞员，飞行试验部下辖331技术飞行中队，技术中队，软件管理中队以及于2002年五月成立的空间系统中队。

## 外部連結
意大利空军官方网站介绍页面 （页面存档备份，存于）